# 张振熙 (政治顾问)
史蒂文·張（英語：Huyen "Steven" Cheung，1982年6月23日—，漢名張振熙）是美國一名政治顧問並於2025年1月20日出任白宫通讯联络办公室主任。他曾擔任唐納德·特朗普在2024年美國總統選舉中的競選發言人，同時他還曾參與特朗普的2016年競選活動和2020年競選活動。而在這之前，他還曾為內華達州拉斯維加斯的體育組織“終極格鬥冠軍賽”擔任通訊與聯絡工作。
2024年11月15日，他被當時的當選總統唐納德·特朗普任命為白宮通訊聯絡主任。

## 早年境況
父母為華人移民，母親在日本長大，二人於美國留學結識結婚，史蒂文·張於1982年6月23日出生在美國加利福尼亞州的薩克拉門托市並在這裡長大。他高中階段曾經是一名美式橄欖球選手；畢業後他進入加州州立大學薩克拉門托分校主修計算機科學和政治學，但並未獲得相關學位。

## 職業履歷

### 初涉美國政壇
2003年，還是大學生的史蒂文·張在時任加利福尼亞州州長阿諾·施瓦辛格的通訊聯絡與講稿撰寫辦公室擔任實習生。2008年，他因參與2008年約翰·麥凱恩競選美國總統而搬家至華盛頓特區，此後他又參與了史蒂夫·波伊斯納競選加州州長、沙倫·安格競選美國參議員和德州副州長戴維·杜赫斯特競選美國參議員等多項政治競選活動。2013年，史蒂文·張暫別政壇而加入位於內華達州拉斯維加斯的體育組織“終極格鬥冠軍賽”並擔任該組織的“公共事務通訊聯絡主任”，他曾參與該組織禁止批評其記者參與現場活動的行動。

### 首次助選特朗普
在2016年共和黨全國代表大會上唐納德·特朗普獲得共和黨總統候選人提名之前，史蒂文·張就辭去了在終極格鬥冠軍賽的工作並加入特朗普競選團隊的通訊和新聞團隊，他在其中擔任快速反應主管（Director of Rapid Response）。據一份新聞稿稱，他的職責包括“讓競選團隊及時了解突發新聞並對不實或失衡報道予以反駁”。
史蒂文·張曾參與發表了一份聲明，該聲明拒絕了三K黨和一家白人至上主義報紙對特朗普競選活動的支持。他說：“特朗普先生和競選團隊譴責任何形式的仇恨。這份出版物令人反感，他們的觀點不代表團結在我們競選團隊背後的數千萬美國人。”
特朗普在大選中擊敗民主黨候選人希拉里·克林頓後，史蒂文·張被任命為總統過渡團隊的顧問。據媒體報道，他曾一度被考慮擔任白宮新聞秘書一職，但最終該職位由肖恩·斯派塞獲得。

### 特朗普首次任期
2017年1月19日，在唐納德·特朗普就職典禮的前一日，張振熙被任命為總統特別助理（Special Assistant to the President）兼白宮助理通訊聯絡主任（Assistant Communications Director at the White House）。履職後，張振熙便成為協助尼爾·戈薩奇提名並最終被任命美國最高法院大法官團隊中的一員。戈薩奇最終在美國參議院以“54票比45票”的結果獲得任命。而在他被任命後不久，張振新便改任白宮其他職位。
2017年8月16日，張振熙在繼續擔任總統特別助理外又兼任了戰略響應主任（Director of Strategic Response）。此後他的工作重心便在積極推動特朗普減稅法案《2017年減稅與就業法案》的通過，而該法案也最終於2017年12月22日在美國國會通過後並由特朗普簽署為正式法律。
在《深陷泥沼：特朗普的爪牙和異類毒害美國政壇（Sinking in the Swamp: How Trump's Minions and Misfits Poisoned Washington）》一書裡，傑瑞德·庫許納和斯蒂芬·班農稱讚張振熙和其他三人為白宮的“殺手”並認為他們“富有革新精神和價值導向”。

## 外部連接
- 史蒂文·張 （页面存档备份，存于）在C-SPAN網站上（英文）

| 官衔                 | 官衔                        | 官衔 |
| -------------------- | --------------------------- | ---- |
| 前任者： 本·拉伯爾特 | 白宮通訊聯絡主任 2025年迄今 | 現任 |